# Une femme libre (film, 1978)
Pour les articles homonymes, voir Une femme libre (homonymie).
Pour plus de détails, voir Fiche technique et Distribution.
Une femme libre (An Unmarried Woman) est un film américain réalisé par Paul Mazursky, sorti en 1978.

## Synopsis
Après 16 ans de mariage, Erica découvre l'infidélité de son mari et le quitte. Commence alors une nouvelle vie, faites de nouvelles sensations et de nouvelles expériences.

## Fiche technique
- Titre : Une femme libre
- Titre original : An Unmarried Woman
- Réalisation : Paul Mazursky
- Scénario : Paul Mazursky
- Production : Paul Mazursky et Anthony Ray
- Société de production : 20th Century Fox
- Musique : Bill Conti
- Photographie : Arthur J. Ornitz
- Montage : Stuart H. Pappé
- Pays d'origine : États-Unis
- Format : Couleurs - 1,85:1 - Stéréo
- Genre : Comédie dramatique
- Durée : 124 minutes
- Date de sortie : 1978

## Distribution
- Jill Clayburgh : Erica Benton
- Michael Murphy : Martin Benton
- Alan Bates : Saul Kaplan
- Cliff Gorman : Charlie, collègue d'Erica
- Patricia Quinn : Sue Miller, amie d'Erica
- Kelly Bishop : Elaine Liebowitz, amie d'Erica
- Linda Miller (en) : Jeannette Lewin, amie d'Erica
- Lisa Lucas (en) : Patti Benton, la fille d'Erica et Martin
- Matthew Arkin (en) : Phil, le petit ami de Patti
- Penelope Russianoff : Tanya Berkel, la psy
- Novella Nelson : Jean Starret
- Raymond J. Barry : Edward Thoreaux
- Paul Mazursky : Hal
- Michael Tucker : Fred
- Jill Eikenberry : Claire
- Vincent Schiavelli : un homme au vernissage
- David Rasche (non crédité) : un homme au bar

## Critiques
Pour le magazine Télé 7 jours, Une femme libre est un « film au quotidien remarquablement filmé et interprété. Du sourire et des larmes. Une vraie réussite ».

## Distinctions
| Année | Distinction                          | Catégorie                                 | Nom             | Résultat   |
| ----- | ------------------------------------ | ----------------------------------------- | --------------- | ---------- |
| 1978  | Festival de Cannes                   | Prix d'interprétation féminine            | Jill Clayburgh  | Lauréat    |
| 1978  | Festival de Cannes                   | Palme d'or                                | Paul Mazursky   | Nomination |
| 1978  | Los Angeles Film Critics Association | Meilleur scénario                         | Paul Mazursky   | Lauréat    |
| 1979  | Bodil                                | Meilleur film non-européen                | Une femme libre | Lauréat    |
| 1979  | Oscars du cinéma                     | Meilleur film                             | Une femme libre | Nomination |
| 1979  | Oscars du cinéma                     | Meilleure actrice                         | Jill Clayburgh  | Nomination |
| 1979  | Oscars du cinéma                     | Meilleur scénario original                | Paul Mazursky   | Nomination |
| 1979  | Golden Globes                        | Meilleur film dramatique                  | Une femme libre | Nomination |
| 1979  | Golden Globes                        | Meilleur réalisateur                      | Paul Mazursky   | Nomination |
| 1979  | Golden Globes                        | Meilleure actrice dans un film dramatique | Jill Clayburgh  | Nomination |
| 1979  | Golden Globes                        | Meilleur scénario                         | Paul Mazursky   | Nomination |
| 1979  | Golden Globes                        | Meilleure musique de film                 | Bill Conti      | Nomination |